# Liste des ducs de Gotland
Depuis le XIVe siècle, plusieurs princes ont été créés duc de Gotland (en suédois, Hertig av Gotland) par les rois de Suède successifs. Nominal depuis 1772, ce titre se transmet aussi à l’épouse du prince, qui est ainsi une duchesse consort.

## Liste des ducs et duchesses de Gotland

### Maison de Mecklembourg
Sous la maison de Mecklembourg, un prince a porté ce titre :
1. le prince Eric de Suède (1365-1397), de 1396 à sa mort (par Albert de Suède)[1] ;

#### Armoiries

Armoiries du prince Eric de Suède.

### Maison de Poméranie
Sous la maison de Poméranie, un  princes ont porté ce titre :
1. le roi Eric (1382-1459), de 1539 à la suite de sa déposition des trois royaumes de l'union de Kalmar jusqu'en  1549[1] ;

#### Armoiries

Armoiries d'Éric de Poméranie.

### Maison Bernadotte
Sous la maison Bernadotte, 1 prince et 1 princesse ont porté et porte ce titre :
1. le prince Oscar de Suède et de Norvège (1859-1953), de 1859 à la perte de ses droits au trône à la suite de son mariage morganatique en 1888  (par Oscar II de Suède et de Norvège) ;
2. la princesse Leonore de Suède (2014), depuis sa naissance (par Charles XVI Gustave de Suède).

#### Armoiries

Armoiries du prince Oscar de Suède et de Norvège de 1859 à 1892.
Armoiries de Leonore de Suède.